# Барри, Джон Финан
Джон Финан Барри (англ. John Finan Barry, 12 декабря 1873 — 9 апреля 1940) — американский шахматист, мастер. Адвокат по профессии. Один из сильнейших шахматистов-любителей США рубежа XIX—XX вв.
В 1896 г. оспаривал титул чемпиона США, но проиграл матч Дж. Шовальтеру.
В 1904 г. участвовал в международном турнире в Кембридж-Спрингсе.
В составе сборной США участвовал в 12 из 13 матчей по телеграфу против команды Англии (общий счет — 7½ из 12: +6-3=3). В первых пяти матчах неизменно одерживал победы над своими английскими оппонентами.
Жил и имел адвокатскую практику в Бостоне. Был президентом Бостонского шахматного клуба «Жёлтый мандарин» (букв. «Мандарин с жёлтой пуговицей» — «Mandarins of the Yellow Button»; позже — ШК им. Дешапеля). В течение 25 лет вел шахматный отдел в газете «Boston Transcript».

## Спортивные результаты
| Год  | Город            | Соревнование                                                     | + | − | = | Результат | Место |
| ---- | ---------------- | ---------------------------------------------------------------- | - | - | - | --------- | ----- |
| 1893 |                  | Матч с Г. Пильсбери                                              | 4 | 5 | 1 | 4½ : 5½   |       |
| 1896 |                  | Матч Англия — США по телеграфу (4-я доска, против С. Тинсли)     | 1 | 0 | 0 | 1 из 1    |       |
|      | Бостон           | Матч с Дж. Шовальтером (на звание чемпиона США)                  | 2 | 7 | 4 | 4 : 9     |       |
| 1897 |                  | Матч Англия — США по телеграфу (4-я доска, против Т. Лоуренса)   | 1 | 0 | 0 | 1 из 1    |       |
| 1898 |                  | Матч Англия — США по телеграфу (3-я доска, против Г. Каро)       | 1 | 0 | 0 | 1 из 1    |       |
| 1899 |                  | Матч Англия — США по телеграфу (3-я доска, против Т. Лоуренса)   | 1 | 0 | 0 | 1 из 1    |       |
| 1900 |                  | Матч Англия — США по телеграфу (3-я доска, против Г. Аткинса)    | 1 | 0 | 0 | 1 из 1    |       |
| 1901 |                  | Матч Англия — США по телеграфу (3-я доска, против Ф. Ли)         | 0 | 0 | 1 | ½ из 1    |       |
| 1902 |                  | Матч Англия — США по телеграфу (2-я доска, против Дж. Мэзона)    | 0 | 0 | 1 | ½ из 1    |       |
| 1903 | Бостон           | Показательные партии с Эм. Ласкером.                             | 0 | 2 | 1 | ½ из 3    |       |
|      |                  | Матч Англия — США по телеграфу (2-я доска, против Дж. Блэкберна) | 1 | 0 | 0 | 1 из 1    |       |
| 1904 | Кембридж-Спрингс | Международный турнир                                             | 2 | 7 | 6 | 5 из 15   | 14—15 |
| 1907 |                  | Матч Англия — США по телеграфу (2-я доска, против Г. Аткинса)    | 0 | 1 | 0 | 0 из 1    |       |
| 1909 |                  | Матч Англия — США по телеграфу (2-я доска, против Т. Лоуренса)   | 0 | 0 | 1 | ½ из 1    |       |
| 1910 |                  | Матч Англия — США по телеграфу (2-я доска, против Г. Аткинса)    | 0 | 1 | 0 | 0 из 1    |       |
| 1911 |                  | Матч Англия — США по телеграфу (4-я доска, против В. Валтуха)    | 0 | 1 | 0 | 0 из 1    |       |